# Supremo Tribunal de Justiça (Portugal)
O Supremo Tribunal de Justiça (sigla: STJ) é o tribunal superior da hierarquia dos tribunais judiciais de Portugal.
Cabe ao Presidente do Supremo Tribunal de Justiça exercer os poderes administrativos e financeiros idênticos aos que integram a competência ministerial. 
Em maio de 2024, foi eleito presidente o juiz conselheiro João Cura Mariano, de 67 anos, sucedendo no cargo a Henrique Araújo, que se jubilou, por ter atingido os 70 anos de idade. A tomada de posse ocorreu a 4 de junho de 2024. 

## História

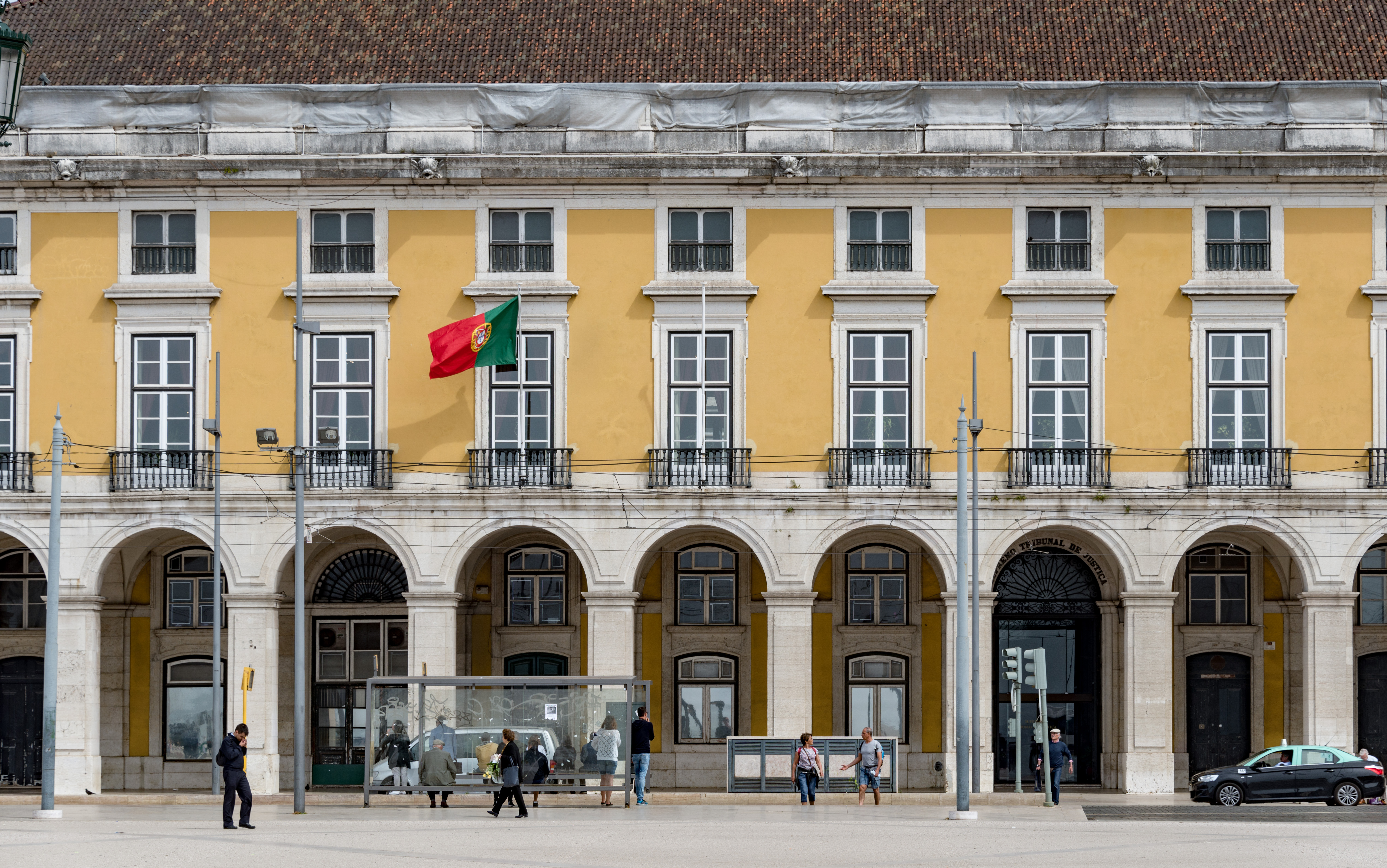
Sede do Supremo Tribunal de Justiça, no Terreiro do Paço.

As origens do Supremo Tribunal de Justiça estão nos tribunais superiores da Corte — cuja cúpula era o próprio Tribunal da Corte — instalado durante séculos na residência oficial do monarca. Com a Revolução de 1820 este tribunal foi abolido.
A Constituição de 1822 decretada pelas Cortes Gerais Extraordinárias e Constituintes da Nação Portuguesa, reunidas em Lisboa em 1821, ao proclamar a separação dos poderes e conferir o exercício do poder judicial exclusivamente aos juízes, abriu caminho à remodelação do sistema de justiça que vigorara até então. Com o texto constitucional pronto a 23 de setembro de 1822, Portugal iria ver consagrado o estabelecimento de um Supremo Tribunal de Justiça na cúpula da nova organização judiciária que começava a nascer.
O grande obreiro da nova organização judiciária e, assim, do Supremo Tribunal de Justiça, foi Mouzinho da Silveira, que criou as condições indispensáveis à sua instituição. Contudo, as fações geradas pela Revolução Liberal acabaram por ditar que a sua instalação se verificasse, na prática, pela mão de José da Silva Carvalho, que era ministro da Justiça e veio a ser o primeiro presidente do Supremo Tribunal de Justiça, empossado a 14 de setembro de 1833.

## Funcionamento e competências
O Supremo Tribunal de Justiça, sob a direção do seu Presidente, funciona em plenário do tribunal.
O plenário é constituído pela totalidade dos juízes que integram as secções e só pode funcionar com a presença de, pelo menos, três quartos do universo dos membros em exercício.
Algumas da competências do Supremo Tribunal de Justiça são:
- julgar o Presidente da República, o Presidente da Assembleia da República e o Primeiro-Ministro pelos crimes praticados no exercício das suas funções;
- uniformizar a jurisprudência;
- julgar recursos;
- julgar processos por crimes cometidos por juízes do Supremo Tribunal de Justiça, juízes dos tribunais da relação e magistrados do Ministério Público.

## Lista de presidentes
| Segundo Liberalismo: Monarquia constitucional (1834 – 1910) |                                                                         |         |                   |                |
| #                                                           | Presidente do Supremo Tribunal de Justiça (Nascimento–Morte)            | Retrato | Início do mandato | Fim do mandato |
| 1                                                           | José da Silva Carvalho (1782–1856)                                      |         | 1833              | 1836           |
| 2                                                           | Manuel Duarte Leitão (1784–1856)                                        |         | 1836              | 1840           |
| 3                                                           | José da Silva Carvalho (2.ª vez) (1782–1856)                            |         | 1840              | 1844           |
| 4                                                           | José Joaquim Gerardo de Sampaio Visconde de Laborim (1781–1864)         |         | 1844              | 1847           |
| 5                                                           | José da Silva Carvalho (3.ª vez) (1782–1856)                            |         | 1847              | 1856           |
| 6                                                           | José Joaquim Gerardo de Sampaio, Conde de Laborim (2.ª vez) (1781–1864) |         | 1856              | 1864           |
| 7                                                           | Manuel António Velez Caldeira de Pina Castelo Branco (1791–1868)        |         | 1864              | 1868           |
| 8                                                           | Basílio Cabral Teixeira de Queirós (1794–1878)                          |         | 1868              | 1878           |
| 9                                                           | João Maria Alves de Sá, Visconde de Alves de Sá (1803–1890)             |         | 1878              | 1890           |
| 10                                                          | António Emílio Correia de Sá Brandão (1821–1909)                        |         | 1890              | 1909           |
| 11                                                          | José Pereira (1825–1910)                                                |         | 1909              | 1909           |
| 12                                                          | Tomás Nunes de Serra e Moura (1824–1917)                                |         | 1909              | 1910           |
| Primeira República (1910 – 1926)                            |                                                                         |         |                   |                |
| #                                                           | Presidente do Supremo Tribunal de Justiça (Nascimento–Morte)            | Retrato | Início do mandato | Fim do mandato |
| 13                                                          | Augusto Carlos Cardoso Pinto Osório (1842–1920)                         |         | 1910              | 1912           |
| 14                                                          | Francisco José de Medeiros (1845–1912)                                  |         | 1912              | 1912           |
| 15                                                          | Luís Fisher Berquó Poças Falcão (1852–1913)                             |         | 1912              | 1913           |
| 16                                                          | Abel Augusto Correia de Pinho (1856–1924)                               |         | 1913              | 1921           |
| 17                                                          | António Maria Vieira Lisboa (1857–1924)                                 |         | 1921              | 1924           |
| 18                                                          | José Maria de Sousa Andrade (1858–1940)                                 |         | 1924              | 1929           |
| Ditadura militar e Estado Novo (1926 – 1974)                |                                                                         |         |                   |                |
| #                                                           | Presidente do Supremo Tribunal de Justiça (Nascimento–Morte)            | Retrato | Início do mandato | Fim do mandato |
| 18                                                          | José Maria de Sousa Andrade (1858–1940)                                 |         | 1924              | 1929           |
| 19                                                          | Eduardo Augusto de Sousa Monteiro (1858–1965)                           |         | 1929              | 1934           |
| 20                                                          | Américo Guilherme Botelho de Sousa (1877–?)                             |         | 1934              | 1947           |
| 21                                                          | Afonso de Melo Pinto Veloso (1878–1968)                                 |         | 1947              | 1948           |
| 22                                                          | José Joaquim Coimbra (1882–1950)                                        |         | 1948              | 1950           |
| 23                                                          | Miguel Homem de Azevedo Queirós Sampaio e Melo (1884–1968)              |         | 1951              | 1954           |
| 24                                                          | António Cândido da Cruz Alvura (1893–1971)                              |         | 1954              | 1963           |
| 25                                                          | António Lopes Vaz Pereira (?–?)                                         |         | 1963              | 1966           |
| 26                                                          | José Osório de Gama e Castro Saraiva de Albuquerque (?–?)               |         | 1966              | 1974           |
| Terceira República (1974 – presente)                        |                                                                         |         |                   |                |
| #                                                           | Presidente do Supremo Tribunal de Justiça (Nascimento–Morte)            | Retrato | Início do mandato | Fim do mandato |
| 26                                                          | José Osório de Gama e Castro Saraiva de Albuquerque (?–?)               |         | 1974              | 1975           |
| 27                                                          | José Joaquim de Almeida Borges (1910–2006)                              |         | 1975              | 1978           |
| 27                                                          | José Joaquim de Almeida Borges (1910–2006)                              | 1978    | 1980              |                |
| 28                                                          | António Acácio de Oliveira Carvalho (?–?)                               |         | 1980              | 1983           |
| 29                                                          | Jacinto Fernandes Rodrigues Bastos (?–?)                                |         | 1983              | 1994           |
| 30                                                          | Jacinto Fernandes Rodrigues Bastos (?–?)                                |         | 1983              | 1984           |
| 31                                                          | Octávio Dias Garcia (1918–2007)                                         |         | 1984              | 1987           |
| 31                                                          | Octávio Dias Garcia (1918–2007)                                         | 1987    | 1988              |                |
| 32                                                          | Augusto Vítor Coelho (1920–2013)                                        |         | 1988              | 1990           |
| 33                                                          | Abel Pereira Delgado (1922–)                                            |         | 1990              | 1992           |
| 34                                                          | José Alfredo Soares Manso Preto (1924–1993)                             |         | 1992              | 1993           |
| 35                                                          | Joaquim de Carvalho (1925–2016)                                         |         | 1993              | 1995           |
| 36                                                          | Pedro de Lemos e Sousa Macedo (1928–?)                                  |         | 1995              | 1998           |
| 37                                                          | Jaime Octávio Cardona Ferreira (1937–2019)                              |         | 1998              | 2001           |
| 38                                                          | Jorge Alberto Aragão Seia (1936–2005)                                   |         | 2001              | 2004           |
| 38                                                          | Jorge Alberto Aragão Seia (1936–2005)                                   | 2004    | 2005              |                |
| 39                                                          | José Moura Nunes da Cruz (1936–2019)                                    |         | 2005              | 2006           |
| 40                                                          | Luís António Noronha do Nascimento (1943–)                              |         | 2006              | 2009           |
| 40                                                          | Luís António Noronha do Nascimento (1943–)                              | 2009    | 2013              |                |
| 41                                                          | António Silva Henriques Gaspar (1949–)                                  |         | 2013              | 2018           |
| 42                                                          | António Joaquim Piçarra (1951–)                                         |         | 2018              | 2021           |
| 43                                                          | Henrique Luís de Brito de Araújo (1954–)                                |         | 2021              | 2024           |
| 44                                                          | João Eduardo Cura Mariano Esteves (1957–)                               |         | 2024              | presente       |